# Американська іржа (телесеріал)
Американська іржа (англ. American Rust) — американський телевізійний драматичний серіал, створений Деном Футтерманом за однойменним романом Філіппа Маєра. Прем'єра серіалу відбулася 12 вересня 2021 року в ефірі Showtime.

## Сюжет
Начальник поліції маленького пенсільванського містечка Дель Гарріс береться за розслідування вбивства, в якому звинувачують сина його коханої.

## Акторський склад

### Головні ролі
| Актор            | Роль         |
| ---------------- | ------------ |
| Джефф Деніелс    | Дель Гарріс  |
| Мойра Тірні      | Грейс По     |
| Девід Альварес   | Айзек Інгліш |
| Білл Кемп        | Генрі Інгліш |
| Джулія Майорга   | Лі Інгліш    |
| Алекс Нойштадтер | Біллі По     |
| Марк Пеллегріно  | Вірджил По   |
| Роб Янг          | Стів Парк    |

### Другорядні ролі
| Актор                 | Роль         |
| --------------------- | ------------ |
| Даллас Робертс        | Джексон Берг |
| Клеа Льюїс            | Джиліан      |
| Ніколь Шанель Вільямс | ДжоДжо       |

## Виробництво
У листопаді 2017 року USA Network замовили телевізійну екранізацію «Американської іржі». Сценаристи пілотного епізоду — Брайан МакГріві, Лі Шипмен та Філіпп Маєр, а режисер — Девід Гордон Грін. Розробку серіалу призупинили 25 січня 2018 року після того, як виникли проблеми з пошуком головного актора.
У липні 2019 року Showtime повторно замовив адаптацію, запросивши до роботи Дена Футтермана та Джеффа Деніелса (який грає роль Гарріса). Обидва також назначені виконавчими продюсерами. У березні 2020 року Мойра Тірні, Білл Кемп, Девід Альварес, Алекс Нойштадтер та Джулія Майорга приєдналися до акторського складу. У березні 2021 року Марк Пеллегріно приєднався до основного касту, тоді як Даллас Робертс, Клеа Льюїс та Ніколь Шанель Вільямс залучились на другорядні ролі.
Зйомки відбувалися у Піттсбурзі.